# Demetrio I de Bactriana
Demetrio I (en griego antiguo: Δημήτριος Α΄; en pastún: دیمتریوس بلخی‎) (reinado circa 200-167 a. C.); cuarto monarca del Reino Grecobactriano. Fue hijo y sucesor del rey Eutidemo. Tras ascender al trono conquistó extensas áreas correspondientes a los actuales Pakistán, Irán oriental y el Punyab en la India, dando origen al que sería el Reino Indogriego, el más oriental del mundo helenístico. Póstumamente fue calificado como "el invencible", Aniketos, en las monedas acuñadas por su sucesor y posible hijo, Agatocles de Bactriana. Se cree que contrajo matrimonio con la princesa seleúcida Laodice. A su muerte el reino se dividió. La mitad sudoriental, Parapamisos y Aracosia, se convirtió en el futuro Reino Indogriego, en manos de Agatocles y Pantaleón, posiblemente su hermano. El territorio original de Bactriana quedó en manos de Eutidemo II, quien también se cree que era hijo de Demetrio. 
Demetrio invadió la India en el 186 a. C., probablemente para proteger las poblaciones de habla griega y budistas en el Subcontinente. Es posible que también interviniera tras el ascenso del rey Pusyamitra Sunga, que había destronado al yerno de Demetrio, el Emperador Brihadratha Maurya. En la crónica cingalesa Paramparapustaka, se menciona a la esposa de Brihadratha, la princesa Suvarnnaksi, o Berenice, hija de Demetrio y su esposa Laodice.

## Antecedentes y familia
Demetrio había contraído matrimonio con Laodice, hija de Antíoco III el Grande, después de que éste fuera derrotado por Demetrio en Bactra. Consecutivamente, Demetrio tuvo dos hijos: Demetrio II y Eutidemo, así como al menos una hija, Berenice.
El padre de Demetrio, Eutidemo I, era de ascendencia magnesia (griega oriental), por lo cual Demetrio era en parte de origen griego, y por otra parte, iranio. Está claro que sus hijos también lo eran, pues el suegro de Demetrio y abuelo materno de sus sucesores, Antíoco III, era descendiente de Seleuco I, un comandante macedonio. De ahí se confirman las raíces griegas de los territorios ocupados por la dinastía de Eutidemo y Demetrio.

## Demetrio y el budismo
Hay antecedentes que hacen suponer que Demetrio, al igual que muchos otros reyes herederos del imperio de Alejandro Magno, habría sido objeto de cierto culto y divinización. En este sentido es elocuente que el rostro de Demetrio, junto con el de Apolo, haya sido utilizado como prototipo en muchas de las primeras esculturas de Buda producidas por la sincrética escuela grecobudista. El culto a la personalidad de Demetrio parece haber pervivido en los reinos de Apolodoto I y Menandro I, quienes oficialmente lo describen como ΒΑΣΙΛΕΩΣ ΣΩTHPOΣ (basileōs sotēros) "el rey salvador" en sus monedas bilingües, inscritas en griego y alfabeto kharoṣṭhī. 
En todo caso, es seguro que Demetrio trató de establecer buenas relaciones con la religión budista, e incluso que la fomentó. Se sabe que edificó estupas en la ciudad de Sirkap. Aparece como Dharmamita ("amigo del Dharma") en el texto indio yugá-purana. Trató de establecer la protección de Buda como una función o atributo de la deidad griega Heracles. 